# Ricardo Gallego
Ricardo Gallego Redondo (Madrid, 8 febbraio 1959) è un ex calciatore spagnolo, di ruolo centrocampista o libero.

## Carriera
Ha trascorso gran parte della sua carriera al Real Madrid, dal 1980 al 1989, chiudendola nel 1992 dopo una breve esperienza in Italia nell'Udinese (1989-1990) e di nuovo in Spagna nel Rayo Vallecano.
Con la nazionale spagnola ha disputato il campionato del mondo 1982 e il campionato del mondo 1986. Sempre con le "Furie Rosse" ha partecipato al campionato d'Europa 1984 e al campionato d'Europa 1988. Con la Spagna vanta 42 presenze e 2 reti segnando, in ordine, al debutto in amichevole contro la Scozia e poi contro la Svizzera.

## Statistiche

### Cronologia presenze e reti in nazionale
| Cronologia completa delle presenze e delle reti in nazionale ― Spagna | Cronologia completa delle presenze e delle reti in nazionale ― Spagna | Cronologia completa delle presenze e delle reti in nazionale ― Spagna | Cronologia completa delle presenze e delle reti in nazionale ― Spagna | Cronologia completa delle presenze e delle reti in nazionale ― Spagna | Cronologia completa delle presenze e delle reti in nazionale ― Spagna | Cronologia completa delle presenze e delle reti in nazionale ― Spagna | Cronologia completa delle presenze e delle reti in nazionale ― Spagna |
| Data                                                                  | Città                                                                 | In casa                                                               | Risultato                                                             | Ospiti                                                                | Competizione                                                          | Reti                                                                  | Note                                                                  |
| --------------------------------------------------------------------- | --------------------------------------------------------------------- | --------------------------------------------------------------------- | --------------------------------------------------------------------- | --------------------------------------------------------------------- | --------------------------------------------------------------------- | --------------------------------------------------------------------- | --------------------------------------------------------------------- |
| 24-2-1982                                                             | Valencia                                                              | Spagna                                                                | 3 – 0                                                                 | Scozia                                                                | Amichevole                                                            | 1                                                                     | 55’                                                                   |
| 24-3-1982                                                             | Valencia                                                              | Spagna                                                                | 1 – 1                                                                 | Galles                                                                | Amichevole                                                            | -                                                                     |                                                                       |
| 28-4-1982                                                             | Valencia                                                              | Spagna                                                                | 2 – 0                                                                 | Svizzera                                                              | Amichevole                                                            | -                                                                     | 46’                                                                   |
| 25-6-1982                                                             | Valencia                                                              | Spagna                                                                | 0 – 1                                                                 | Irlanda del Nord                                                      | Mondiali 1982 - 1º turno                                              | -                                                                     | 77’                                                                   |
| 16-2-1983                                                             | Siviglia                                                              | Spagna                                                                | 1 – 0                                                                 | Paesi Bassi                                                           | Qual. Euro 1984                                                       | -                                                                     | 87’                                                                   |
| 27-4-1983                                                             | Saragozza                                                             | Spagna                                                                | 2 – 0                                                                 | Irlanda                                                               | Qual. Euro 1984                                                       | -                                                                     | 46’                                                                   |
| 15-5-1983                                                             | Ta' Qali                                                              | Malta                                                                 | 2 – 3                                                                 | Spagna                                                                | Qual. Euro 1984                                                       | -                                                                     |                                                                       |
| 29-5-1983                                                             | Reykjavík                                                             | Islanda                                                               | 0 – 1                                                                 | Spagna                                                                | Qual. Euro 1984                                                       | -                                                                     |                                                                       |
| 16-11-1983                                                            | Rotterdam                                                             | Paesi Bassi                                                           | 2 – 1                                                                 | Spagna                                                                | Qual. Euro 1984                                                       | -                                                                     |                                                                       |
| 26-5-1984                                                             | Ginevra                                                               | Svizzera                                                              | 0 – 4                                                                 | Spagna                                                                | Amichevole                                                            | 1                                                                     |                                                                       |
| 31-5-1984                                                             | Budapest                                                              | Ungheria                                                              | 1 – 1                                                                 | Spagna                                                                | Amichevole                                                            | -                                                                     | 46’                                                                   |
| 7-6-1984                                                              | La Línea de la Concepción                                             | Spagna                                                                | 0 – 1                                                                 | Jugoslavia                                                            | Amichevole                                                            | -                                                                     |                                                                       |
| 14-6-1984                                                             | Saint-Étienne                                                         | Spagna                                                                | 1 – 1                                                                 | Romania                                                               | Euro 1984 - 1º turno                                                  | -                                                                     | 73’                                                                   |
| 14-6-1984                                                             | Marsiglia                                                             | Spagna                                                                | 1 – 1                                                                 | Portogallo                                                            | Euro 1984 - 1º turno                                                  | -                                                                     |                                                                       |
| 20-6-1984                                                             | Parigi                                                                | Germania Ovest                                                        | 0 – 1                                                                 | Spagna                                                                | Euro 1984 - 1º turno                                                  | -                                                                     |                                                                       |
| 24-6-1984                                                             | Lione                                                                 | Danimarca                                                             | 1 – 1 dts (4 – 5 dtr)                                                 | Spagna                                                                | Euro 1984 - Semifinale                                                | -                                                                     |                                                                       |
| 27-6-1984                                                             | Parigi                                                                | Francia                                                               | 2 – 0                                                                 | Spagna                                                                | Euro 1984 - Finale                                                    | -                                                                     | 26’                                                                   |
| 23-1-1985                                                             | Alicante                                                              | Spagna                                                                | 3 – 1                                                                 | Finlandia                                                             | Amichevole                                                            | -                                                                     |                                                                       |
| 27-2-1985                                                             | Siviglia                                                              | Spagna                                                                | 1 – 0                                                                 | Scozia                                                                | Qual. Mondiali 1986                                                   | -                                                                     | 82’                                                                   |
| 27-3-1985                                                             | Palma di Maiorca                                                      | Spagna                                                                | 0 – 0                                                                 | Irlanda del Nord                                                      | Qual. Mondiali 1986                                                   | -                                                                     | 46’                                                                   |
| 30-4-1985                                                             | Wrexham                                                               | Galles                                                                | 3 – 0                                                                 | Spagna                                                                | Qual. Mondiali 1986                                                   | -                                                                     | 46’                                                                   |
| 26-5-1985                                                             | Dublino                                                               | Irlanda                                                               | 0 – 0                                                                 | Spagna                                                                | Amichevole                                                            | -                                                                     | 69’                                                                   |
| 12-6-1985                                                             | Reykjavík                                                             | Islanda                                                               | 1 – 2                                                                 | Spagna                                                                | Qual. Mondiali 1986                                                   | -                                                                     | 77’                                                                   |
| 25-9-1985                                                             | Siviglia                                                              | Spagna                                                                | 2 – 1                                                                 | Islanda                                                               | Qual. Mondiali 1986                                                   | -                                                                     |                                                                       |
| 19-2-1986                                                             | Elche                                                                 | Spagna                                                                | 3 – 0                                                                 | Belgio                                                                | Amichevole                                                            | -                                                                     | 76’                                                                   |
| 26-3-1986                                                             | Cadice                                                                | Spagna                                                                | 3 – 0                                                                 | Polonia                                                               | Amichevole                                                            | -                                                                     |                                                                       |
| 7-6-1986                                                              | Zapopan                                                               | Irlanda del Nord                                                      | 1 – 2                                                                 | Spagna                                                                | Mondiali 1986 - 1º turno                                              | -                                                                     |                                                                       |
| 12-6-1986                                                             | Monterrey                                                             | Algeria                                                               | 0 – 3                                                                 | Spagna                                                                | Mondiali 1986 - 1º turno                                              | -                                                                     |                                                                       |
| 18-6-1986                                                             | Santiago de Querétaro                                                 | Danimarca                                                             | 1 – 5                                                                 | Spagna                                                                | Mondiali 1986 - Ottavi di finale                                      | -                                                                     |                                                                       |
| 22-6-1986                                                             | Puebla de Zaragoza                                                    | Belgio                                                                | 1 – 1 dts (5 – 4 dtr)                                                 | Spagna                                                                | Mondiali 1986 - Quarti di finale                                      | -                                                                     |                                                                       |
| 24-9-1986                                                             | Gijón                                                                 | Spagna                                                                | 3 – 1                                                                 | Grecia                                                                | Amichevole                                                            | -                                                                     |                                                                       |
| 15-10-1986                                                            | Hannover                                                              | Germania Ovest                                                        | 2 – 2                                                                 | Spagna                                                                | Amichevole                                                            | -                                                                     |                                                                       |
| 12-11-1986                                                            | Siviglia                                                              | Spagna                                                                | 1 – 0                                                                 | Romania                                                               | Qual. Euro 1988                                                       | -                                                                     | 77’                                                                   |
| 18-2-1987                                                             | Madrid                                                                | Spagna                                                                | 2 – 4                                                                 | Inghilterra                                                           | Amichevole                                                            | -                                                                     |                                                                       |
| 1-4-1987                                                              | Vienna                                                                | Austria                                                               | 2 – 3                                                                 | Spagna                                                                | Qual. Euro 1988                                                       | -                                                                     |                                                                       |
| 26-4-1987                                                             | Bucarest                                                              | Romania                                                               | 3 – 1                                                                 | Spagna                                                                | Qual. Euro 1988                                                       | -                                                                     |                                                                       |
| 23-9-1987                                                             | Castellón de la Plana                                                 | Spagna                                                                | 2 – 0                                                                 | Lussemburgo                                                           | Amichevole                                                            | -                                                                     |                                                                       |
| 23-3-1988                                                             | Bordeaux                                                              | Francia                                                               | 2 – 1                                                                 | Spagna                                                                | Amichevole                                                            | -                                                                     |                                                                       |
| 27-4-1988                                                             | Madrid                                                                | Spagna                                                                | 0 – 0                                                                 | Scozia                                                                | Amichevole                                                            | -                                                                     | 46’                                                                   |
| 1-6-1988                                                              | Salamanca                                                             | Spagna                                                                | 1 – 3                                                                 | Svezia                                                                | Amichevole                                                            | -                                                                     | 60’                                                                   |
| 11-6-1988                                                             | Hannover                                                              | Spagna                                                                | 3 – 2                                                                 | Danimarca                                                             | Euro 1988 - 1º turno                                                  | -                                                                     |                                                                       |
| 14-6-1988                                                             | Francoforte                                                           | Italia                                                                | 1 – 0                                                                 | Spagna                                                                | Euro 1988 - 1º turno                                                  | -                                                                     | 62’                                                                   |
| Totale                                                                |                                                                       | Presenze                                                              | 42                                                                    |                                                                       | Reti                                                                  | 2                                                                     |                                                                       |

## Palmarès

### Club

#### Competizioni nazionali
- Coppa di Spagna: 2

Real Madrid: 1981-1982, 1988-1989
- Coppa della Liga: 1

Real Madrid: 1984-1985
- Campionato spagnolo: 4

Real Madrid: 1985-1986, 1986-1987, 1987-1988, 1988-1989
- Supercoppa di Spagna: 2

Real Madrid: 1988, 1989

#### Competizioni internazionali
- Coppa UEFA: 2

Real Madrid: 1984-1985, 1985-1986